# Oman i olympiska sommarspelen 2020
Oman deltog med fem deltagare, fyra män och en kvinna, vid de olympiska sommarspelen 2020 i Tokyo. Simmaren Issa al Adawi var fanbärare. Ingen av landets deltagare erövrade någon medalj.